# Warriors (anthologie)
Pour les articles homonymes, voir Warrior.
Warriors est une anthologie composée de vingt nouvelles rassemblées par  Gardner R. Dozois et George R. R. Martin. Elle est parue le 16 mars 2010 aux éditions Tor Books. L'ouvrage est constitué de nouvelles de genres littéraires variés (fantasy, science-fiction…) mais toutes centrées sur la guerre ou les guerriers (warriors en anglais).
Warriors a obtenu le prix Locus de la meilleure anthologie 2011.

## Contenu
- (en) The King of Norway, 2010, par Cecelia Holland (en)
- Liés à jamais, 2021 ((en) Forever Bound, 2010), par Joe Haldeman
- (en) The Triumph, 2010, par Robin Hobb
- (en) Clean Slate, 2010, par Lawrence Block
- (en) And Ministers of Grace, 2010, par Tad Williams
- (en) Soldierin', 2010, par Joe R. Lansdale
- (en) Dirae, 2010, par Peter S. Beagle
- (en) The Custom of the Army, 2010, par Diana Gabaldon
- (en) Seven Years from Home, 2010, par Naomi Novik
- (en) The Eagle and the Rabbit, 2010, par Steven Saylor
- (en) The Pit, 2010, par James Rollins
- (en) Out of the Dark, 2010, par David Weber
- (en) The Girls from Avenger, 2010, par Carrie Vaughn
- (en) Ancient Ways, 2010, par S. M. Stirling
- (en) Ninieslando, 2010, par Howard Waldrop
- (en) Recidivist, 2010, par Gardner R. Dozois
- (en) My Name is Legion, 2010, par David Morrell
- (en) Defenders of the Frontier, 2010, par Robert Silverberg
- (en) The Scroll, 2010, par David W. Ball
- L'Œuf de dragon, 2014 ((en) The Mystery Knight: A Tale of the Seven Kingdoms, 2010) par George R. R. Martin

## Référence
- (en) Cet article est partiellement ou en totalité issu de l’article de Wikipédia en anglais intitulé « Warriors (anthology) » (voir la liste des auteurs).

1. ↑  (en) « 2011 Locus Awards Winners », Locus, 25 juin 2011 (consulté le 19 novembre 2015)